# 森鹿三
森 鹿三（もり しかぞう、1906年11月5日 - 1980年8月10日）は、日本の東洋史学者。京都大学名誉教授。

## 経歴
1906年、兵庫県神戸市生まれ。旧制神戸第二中学校から第三高等学校文科丙類に進学。1926年、京都帝国大学文学部東洋史学科へ入学し、1929年に卒業した。
卒業後は、東方文化学院京都研究所の助手となった。翌1930年より研究員。研究所の歴史地理学研究室で研究に従事。戦後、東方文化学院が京都大学の機関となると、1949年より京都大学人文科学研究所教授となった。1963年から67年(第4代)、1969年から70年(第6代)の2期にわたって所長を務めた。1961年 京都大学にて文学博士を取得。1970年に京都大学を定年退官し、名誉教授となった。その後は佛教大学文学部教授として教鞭を執った。
1980年8月10日、肝硬変のため自宅で死去。

## 研究内容・業績
東洋史研究のうち、古文書学ならびに古代中国の歴史地理学研究を主な研究テーマとした。東方文化学院では小川琢治の指導の下に「『水経注』の研究」、「清代疆域図の編纂」に取り組んでおり、地道な資料研究と基本資料となる地図の作成を行っていた。『水経注』については、『中国古典文学大系』21巻で邦訳(抄訳)を手掛けた。

## 著作
著書
- 『東洋学研究 歴史地理篇』森博士定年退官記念事業会編 東洋史研究会 1970
- 『本草学研究』武田科学振興財団杏雨書屋 1999

共編
- 『歴史地理講座』全3巻 織田武雄共編 朝倉書店 1957-59
- 『図説世界文化史大系18 中国 第4』編 角川書店 1960
- 『アジア歴史地図』松田壽男共編 平凡社 1966
- 『世界の文化地理 第1巻 中国・朝鮮・モンゴル』岩村三千夫・河野通博共編 講談社 1966
- 『東洋の歴史 第4巻 分裂の時代』責任編集 人物往来社 1967。中公文庫 2000
- 『日蓮教学』恵谷隆戒講述 編 佛教大学通信教育部 1978
- 『日本民俗文化大系11 内藤湖南 日本文化論』講談社 1978

校注・訳
- 『茶道古典全集 第2巻 喫茶養生記』校註、淡交新社 1958
- 『中国古典文学大系 21 水経注(抄)』日比野丈夫、藤善真澄、勝村哲也共訳 平凡社 1974、復刊1994

記念論集
- 『森鹿三博士頌寿記念論文集』佛教大学歴史研究所森鹿三博士頌寿記念会編 同朋舎出版 1977

論文
- 「森鹿三教授著作目録」『東方學報』第42巻、京都大學人文科學研究所、1971年3月、343-346頁、CRID 1390290699819554816、doi:10.14989/66467、hdl:2433/66467、ISSN 0304-2448。